# Santa Coloma (La Rioja)
Santa Coloma is een gemeente in de Spaanse provincie en regio La Rioja met een oppervlakte van 20,24 km². Santa Coloma telt 101 inwoners (1 januari 2016).

## Demografische ontwikkeling
Bron: INE, 1857-2011: volkstellingen